# Coccyzus
Genre
Le genre Coccyzus regroupe 13 espèces de Coulicous, oiseaux de la famille des Cuculidae.
Selon des travaux du South American Classification Committee de 2007, deux de ses espèces ont été classées dans le genre Coccycua. Depuis 2006, l'American Ornithologists' Union y a intégré les 4 espèces du genre Saurothera et les 2 du genre Hyetornis.

## Liste des espèces
D'après la classification de référence (version 2.2, 2009) du Congrès ornithologique international (ordre phylogénique) :
- Coccyzus melacoryphus – Coulicou de Vieillot
- Coccyzus americanus – Coulicou à bec jaune
- Coccyzus euleri – Coulicou d'Euler
- Coccyzus minor – Coulicou manioc
- Coccyzus ferrugineus – Coulicou de Cocos
- Coccyzus erythropthalmus – Coulicou à bec noir
- Coccyzus lansbergi – Coulicou à tête grise
- Coccyzus pluvialis – Tacco de pluie
- Coccyzus rufigularis – Tacco cabrite
- Coccyzus vetula – Tacco de Jamaïque
- Coccyzus merlini – Tacco de Cuba
- Coccyzus vieilloti – Tacco de Porto Rico
- Coccyzus longirostris – Tacco d'Hispaniola